# Meloe crosi
Meloe crosi is een keversoort uit de familie van oliekevers (Meloidae). De wetenschappelijke naam van de soort is voor het eerst geldig gepubliceerd in 1926 door Peyerimhoff.